# Liên đoàn bóng đá Philippines
Liên đoàn bóng đá Philippines (PFF) (tiếng Tagalog: Samahang Futbol ng Pilipinas; tiếng Tây Ban Nha: Federación Filipina de Fútbol; tiếng Anh: Philippine Football Federation) là cơ quan quản lý bóng đá Philippines. Được thành lập với tư cách là Hiệp hội bóng đá nghiệp dư Philippines (PAFA) vào năm 1907, PFF là 1 thành viên sáng lập của Liên đoàn bóng đá châu Á (AFC). PAFA được tổ chức lại thành Hiệp hội bóng đá Philippines (PFA) và sau đó là Liên đoàn bóng đá Philippines.
Ngoài việc là thành viên của AFC, PFF cũng là thành viên của Liên đoàn bóng đá Đông Nam Á. Nó được công nhận là hiệp hội thể thao quốc gia (NSA) cho môn thể thao bóng đá quốc tế Philippines của Ủy ban Olympic Philippines.
Nó tổ chức các đội tuyển bóng đá nam, nữ và trẻ quốc gia Philippines (cũng như các đội tuyển quốc gia cho các biến thể bóng đá của bóng đá trong nhà và bóng đá bãi biển). Nó cũng chịu trách nhiệm tổ chức các giải đấu bóng đá trong nước ở Philippines như giải bóng đá vô địch quốc gia Philippines và Copa Paulino Alcantara thông qua Liga Futbol Inc., và PFF Women's League.

## Cấu trúc

### Hiệp hội thành viên
Có 33 hiệp hội thành viên theo PFF.
- Agusan del Sur – Surigao del Sur RFA
- Bukidnon FA
- Butuan – Agusan del Norte FA
- Central Bicol RFA
- Central Luzon RFA
- Central Visayas R.F.A.
- Cordillera RFA
- Davao R.F.A.
- East Visayas R.F.A.
- Federated F.A. of Masbate
- FA of Rizal
- Golden Davao RFA
- Iligan – Lanao del Norte – Lanao del Sur RFA
- Iloilo FA
- Laguna – Cavite RFA
- Legazpi City – Albay Federated RFA
- Maguindanao – Cotabato City FA
- Misamis Occidental – Ozamiz FA
- Misamis Oriental Camiguin – Gingoog El Salvador Cagayan de Oro RFA
- Mount Apo RFA
- National Capital Region F.A.
- Negros Occidental F.A.
- Negros Oriental – Siquijor RFA
- North Davao RFA
- Oriental Mindoro FA
- Pagadian – Zamboanga del Sur – Sibugay RFA
- Quezon – Batangas RFA
- RFA of Camarines Norte
- South Cotabato – Sarangani – Gen. Santos City RFA (SOCSARGEN RFA)
- Sultan Kudarat RFA
- Surigao del Norte và Dinagat Islands RFA
- Zamboanga – Basilan – Sulu – Tawi-tawi FA (ZAMBASULTA FA)
- Zamboanga del Norte – Dipolog RFA

### Các chủ tịch

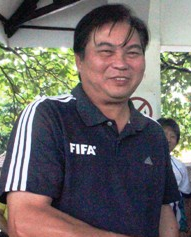
Mariano Araneta là chủ tịch của PFF kể từ năm 2010.

| Tên                    | Thời hạn | Thời hạn    | TK.               |
| Tên                    | Bắt đầu  | Kết thúc    | TK.               |
| ---------------------- | -------- | ----------- | ----------------- |
| Manuel Tinio           |          |             | [ 2 ]             |
| Francisco Elizalde     |          |             | [ 2 ]             |
| Ramon Farolan          |          |             | [ 2 ]             |
| Henri Kahn             |          |             | [ 2 ]             |
| Lope Pascual           | ?        | 1995        | [ 2 ]             |
| Honesto Isleta (quyền) | 1995     | 1996        | [ 2 ] [ 3 ] [ 4 ] |
| Ricardo Tan            | 1996     | 1996        | [ 2 ] [ 5 ]       |
| Rene Adad              | 1996     | 2004        | [ 2 ] [ 6 ] [ 7 ] |
| Johnny Romualdez       | 2004     | 2008        |                   |
| Jose Mari Martinez     | 2008     | 2010        | [ 8 ]             |
| Mariano Araneta        | 2010     | đương nhiệm | [ 9 ]             |